# Литераторские мостки

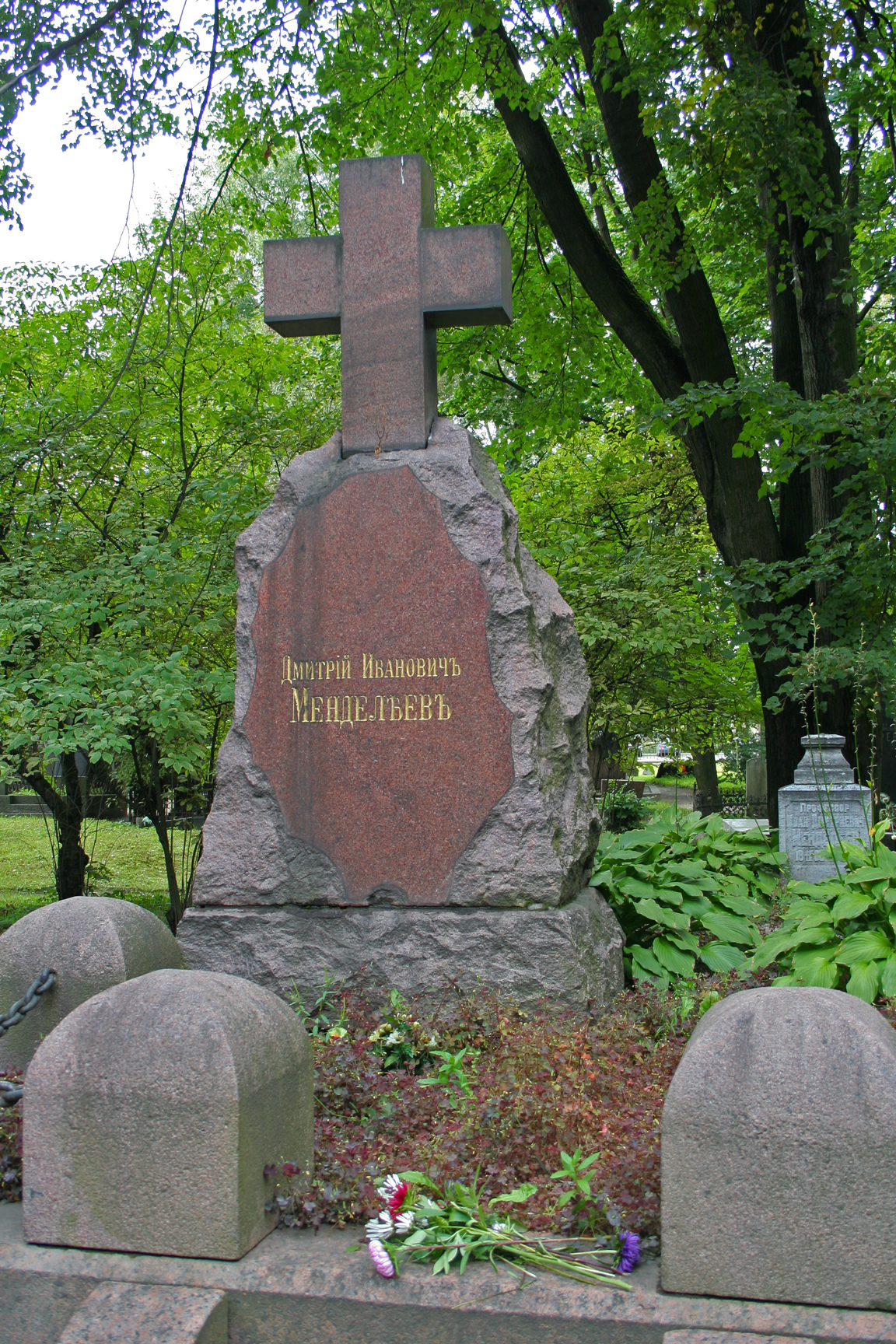
Могила Менделеева

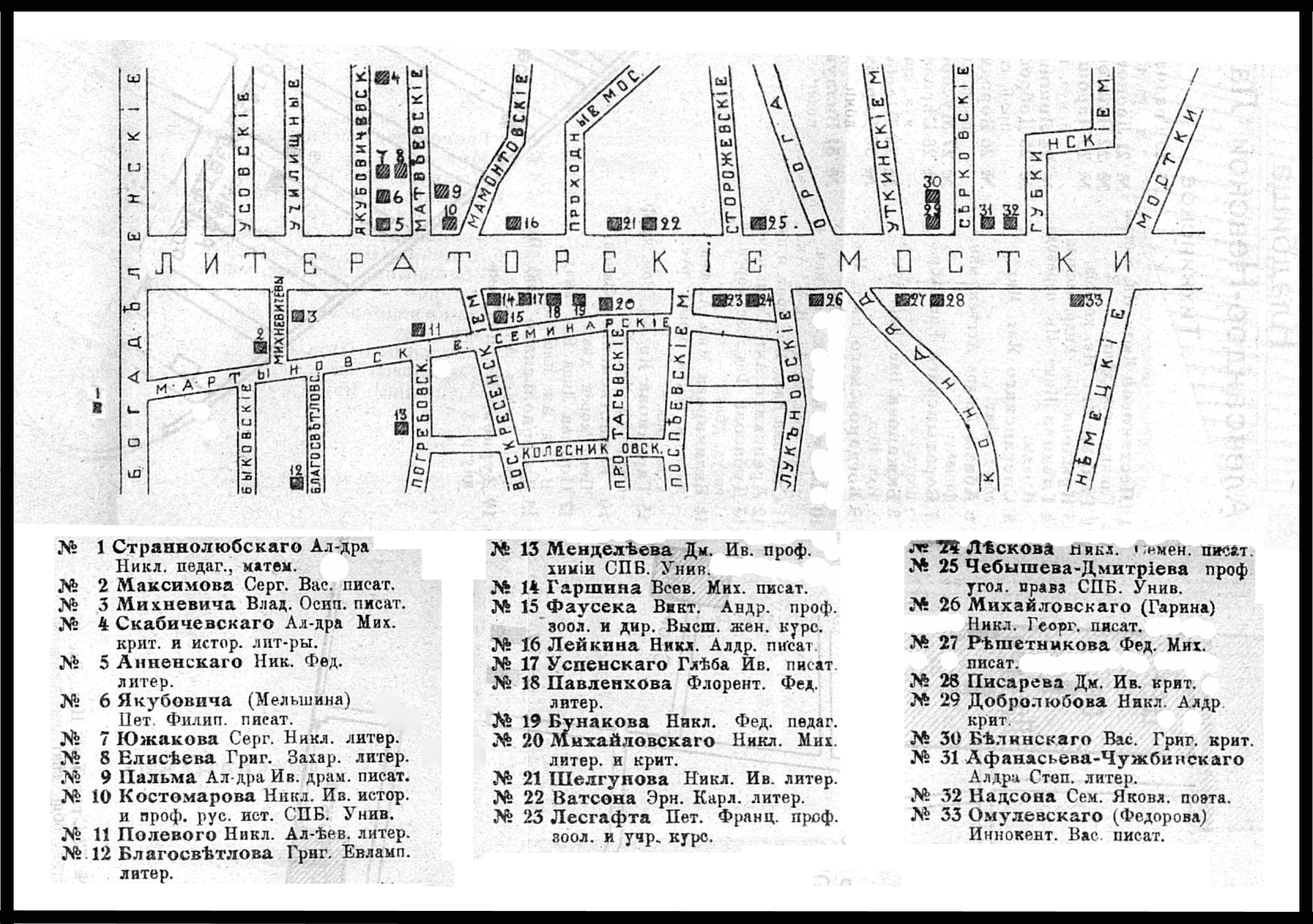
План Литераторских мостков, 1914 год

«Литера́торские мостки́» — участок на Волковском кладбище Санкт-Петербурга, музей-некрополь, где захоронены многие русские и советские писатели, музыканты, актёры, архитекторы, учёные и общественные деятели.

## История
Связанная с этим некрополем традиция восходит к 1802 году, когда здесь возле церкви Воскресения Словущего похоронили А. Радищева (могила не сохранилась, позже на кладбище был установлен кенотаф). В 1844 году здесь был захоронен историк и переводчик Д. И. Языков,  в 1848 году — публицист В. Г. Белинский. В 1861 году рядом с могилой Белинского был похоронен ещё один критик левого толка, Н. А. Добролюбов, а в 1868 году рядом с ними — публицист Д. И. Писарев.
На «Литераторских мостках» похоронены писатели И. С. Тургенев, М. Е. Салтыков-Щедрин, Н. С. Лесков, Г. И. Успенский, С. Я. Надсон, А. И. Куприн, революционеры Г. В. Плеханов и В. И. Засулич, Н. С. Тютчев, учёные Д. И. Менделеев, В. М. Бехтерев, И. П. Павлов, Н. Н. Миклухо-Маклай, А. С. Попов, скульптор В. В. Козлов и др. Здесь же покоятся мать В. И. Ленина Мария Ульянова, его сёстры Анна и Ольга и зять.
В 1935 году «Литераторские мостки» были превращены в отдел Государственного музея городской скульптуры. Сюда были перенесены останки литераторов с кладбищ, которые предназначались к уничтожению, — Н. Г. Помяловского, А. А. Блока, И. А. Гончарова. В отдельных случаях переносили только надгробия, но не сами останки. На территории некрополя насчитывается около 500 надгробных памятников, в том числе имеющих значительную художественную ценность.
В ходе реконструкции Волковского кладбища и создания музея «Литераторские мостки» были бесследно утрачены или затеряны могилы многих выдающихся петербуржцев, деятелей отечественной истории, науки и культуры, таких как В. Ф. Адлерберг, Е. В. Аладьин, генерал-лейтенант Н. И. Ахвердов, сын камердинера Петра III А. Я. Бастидон, А. П. Башуцкий, П. Я. Башуцкий, генерал-лейтенант, профессор Николаевской инженерной академии Н. В. Болдырев, П. Г. Бутков, А. Л. Витберг, сенатор Н. М. Гамалея, книгоиздатели И. П. Глазунов и И. И. Глазунов, С. Н. Глинка, И. И. Григорович, профессор-акушер С. А. Громов, П. Ф. Данилов, обер-священник армии и флота И. С. Державин, издатель «Медицинского вестника» врач-офтальмолог Д. И. Дмитровский, А. И. Ермолаев, И. В. Забелин, П. В. Злов, П. М. Копьев, главный священник армии и флота В. И. Кушневич, К. Н. Лебедев, отец М. В. Петрашевского В. М. Петрашевский, Д. П. Рунич, С. В. Руссов, А. И. Рыхлевский, Ф. Ф. Сидонский, А. Ф. Смирдин, генерал-майор С. Н. Старов — участник дуэли с А. С. Пушкиным, А. Н. Страннолюбский, лейб-медик Д. К. Тарасов, А. И. Теребенев, И. И. Теребенев, композитор А. С. Фаминцын, Д. И. Языков.

## Известные люди, похороненные на кладбище
- Похороненные на Литераторских мостках